# Calycophysum pedunculatum
Calycophysum pedunculatum là một loài thực vật có hoa trong họ Cucurbitaceae. Loài này được H.Karst. & Triana mô tả khoa học đầu tiên năm 1854.